# Новомарьинка (Московская область)
Новома́рьинка — деревня в Раменском муниципальном районе Московской области. Входит в состав сельского поселения Ульянинское. Население — 14 чел. (2010).

## Название
Ранее деревня называлась Марьино, позже для отличия от другой деревни с таким же названием, была переименована в Новомарьинку. В XIX веке в употреблении было также название Дворниково по владельцу деревни.

## География
Деревня Новомарьинка расположена в южной части Раменского района, примерно в 27 км к югу от города Раменское. Высота над уровнем моря 141 м. Рядом с деревней протекает река Ольховка. Ближайший населённый пункт — село Ульянино.

## История
В 1926 году деревня входила в Аргуновский сельсовет Чаплыженской волости Бронницкого уезда Московской губернии.
С 1929 года — населённый пункт в составе Бронницкого района Коломенского округа Московской области. 3 июня 1959 года Бронницкий район был упразднён, деревня передана в Люберецкий район. С 1960 года в составе Раменского района.
До муниципальной реформы 2006 года деревня входила в состав Ульянинского сельского округа Раменского района.

## Население
| 1926 | 2002 | 2010 |
| ---- | ---- | ---- |
| 78   | ↘2   | ↗14  |

В 1926 году в деревне проживало 78 человек (32 мужчины, 46 женщин), насчитывалось 11 крестьянских хозяйств. По переписи 2002 года — 2 человека (1 мужчина, 1 женщина).